# 加雷納茲鄉
加雷納茲鄉（波斯語：‎），是伊朗东阿塞拜疆省马拉蓋縣中心区的鄉。2006年人口普查顯示該鄉人口为14,491人，分布於3,705戶家庭。該鄉辖有18个村。